# كول شاهو (قيلاب)
کول شاهو (بالفارسية: کول‌شاهو) هي قرية تقع في قسم قيلاب الريفي، بمقاطعة أنديمشك التابعة لمحافظة خوزستان، إيران.